# Arthisma rectilinea
Arthisma rectilinea är en fjärilsart som beskrevs av Walter Karl Johann Roepke 1948. Arthisma rectilinea ingår i släktet Arthisma och familjen nattflyn. Inga underarter finns listade i Catalogue of Life.